# Malino
Malino – wieś w Chorwacji, w żupanii brodzko-posawskiej, w gminie Oriovac. W 2011 roku liczyła 485 mieszkańców.